# Wyatt Teller
(en) Statistiques sur pro-football-reference
Wyatt Teller, né le 21 novembre 1994 à Manassas (Virginie), est un joueur américain de football américain évoluant au poste d'offensive guard. Depuis 2019, il joue avec la franchise des Browns de Cleveland en National Football League (NFL).

## Biographie

### Carrière universitaire
Étudiant à l'université d'État de Virginie, il joue avec les Hokies de 2014 à 2017.

### Carrière professionnelle

#### Bills de Buffalo
Il est sélectionné au cinquième tour, 166e rang au total, par les Bills de Buffalo lors de la draft 2018 de la NFL.

#### Browns de Cleveland
Le 29 août 2019, il est échangé, avec un choix de septième tour en 2021, aux Browns de Cleveland contre un choix de cinquième tour et un choix de sixième tour en 2020.